# زن دوم (فیلم)
زن دوم (عربی: الزوجة الثانية) یک فیلم به کارگردانی صلاح ابوسیف است که در سال ۱۹۶۷ منتشر شد. از بازیگران آن می‌توان به سعاد حسنی اشاره کرد.